# 穆薩卡拉耶村
穆薩卡拉耶村（波斯語：موسي كلايه），是伊朗吉兰省阿姆拉什县兰库区索馬姆鄉的一个村。2006年人口普查顯示該村人口为805人，分佈在196个家庭中。